# 萱島生野病院
萱島生野病院（かやしまいくのびょういん）は、社会医療法人弘道会が大阪府門真市上島町に設置する病院。

## 概要
救急告示病院。公益財団法人日本医療機能評価機構認定病院(病院評価結果は3rdG:Ver.2.0(3回目,2019年12月6日認定,2024年9月3日認定有効期限))。

## 診療科
- 内科[3]
- リハビリテーション科[3]
- 耳鼻咽喉科[3]
- 循環器内科[3]
- 神経内科[3]
- 整形外科[3]
- 脳神経外科[3]
- 麻酔科[3]
- 心臓血管外科[3]
- 小児科[3]
- 外科[3]
- 救急科[3]
- 人工透析内科[3] - 透析センターに透析用病床を16床備えている。
- 腎臓内科[3]
- 眼科[3]
- 皮膚科[3]
- 泌尿器科[3]
- 産婦人科[3]
- 放射線科[3]
- 消化器内科[3]

## 医療機関の認定
（この節の出典）
- 保険医療機関
- 労災保険指定病院
- 生活保護法指定病院(中国残留邦人等の円滑な帰国の促進並びに永住帰国した中国残留邦人等及び特定配偶者の自立の支援に関する法律(平成6年法律第30号)に基づく指定医療機関を含む。)
- 公害医療機関
- 原子爆弾被害者医療指定病院
- 原子爆弾被害者一般疾病医療取扱病院
- 指定自立支援病院（更生医療）
- 指定自立支援医療機関（精神通院医療）
- 母体保護法指定医の配置されている医療機関
- 臨床研修病院
- DPC対象病院
- 診療科名中に産婦人科、産科又は婦人科を有する病院にあっては、公益財団法人日本医療機能評価機構が定める産科医療補償制度標準補償約款と同一の産科医療補償約款に基づく補償の有無
- 在宅療養支援病院

## 交通アクセス
- 京阪本線「萱島駅」西口より徒歩約3分[4]

## 周辺
- JA北河内萱島ATMコーナー
- 島頭天満宮

## 系列病院(社会医療法人弘道会)
- 守口生野記念病院
- なにわ生野病院
- 寝屋川生野病院